# Гагарин. Први у космосу
Гагарин. Први у космосу (рус. Гагарин. Первый в космосе) руски је филм из 2013. године. Филм прати живот Јурија Гагарина, првог човека који је одлетео у свемир, током његовог лета у свемирском броду Восток-1, као и његова присећања везана за детињство, обуку, и породицу. Филм је режирао Павел Пархоменко.

## Улоге
| Глумац           | Улога              |
| ---------------- | ------------------ |
| Јарослав Жалнин  | Јуриј Гагарин      |
| Михаил Филипов   | Сергеј Корољов     |
| Владимир Стеклов | генерал Камањин    |
| Олга Иванова     | Валентина Гагарина |
| Вадим Мичман     | Герман Титов       |